# Штетен (Бодензекрајс)
Штетен (њем. Stetten) општина је у њемачкој савезној држави Баден-Виртемберг. Једно је од 23 општинска средишта округа Бодензе. Према процјени из 2010. у општини је живјело 963 становника. Посједује регионалну шифру (AGS) 8435054.

## Географски и демографски подаци
Штетен се налази у савезној држави Баден-Виртемберг у округу Бодензе. Општина се налази на надморској висини од 470 метара. Површина општине износи 4,3 km². У самом мјесту је, према процјени из 2010. године, живјело 963 становника. Просјечна густина становништва износи 224 становника/km².